# Хема Малини
Хе́ма Мали́ни (англ. Hema Malini, там. ஹேமமாலினி, хинди हेमा मालिनी; род. 16 октября 1948, Амманкуди, Мадрасское президентство, Индийский Союз), полное имя в замужестве Хема Малини Дхармендра Деол — индийская актриса

, танцовщица
, кинопродюсер, кинорежиссёр
 и политик. В России наиболее известна по ролям близнецов Зиты и Гиты в одноимённом фильме. Всего в фильмографии актрисы насчитывается более 160 кинолент. Лауреат Filmfare Award за лучшую женскую роль. Награждена государственной наградой «Падма Шри» за вклад в развитие кинематографа Индии. Депутат Раджья сабхи (2003—2009) и Лок сабхи (с 2014 года) от Бхаратия джаната парти.

## Карьера
Дебютом Хемы в кино в 1965 году стал фильм на языке телугу «Панду покидает этот мир» (телугу Pandava Vanavasam, досл.: «Изгнание Пандавов»), где она сыграла танцовщицу. Её первым фильмом на хинди стал «Продавец мечты» (1968), где её партнёром был Радж Капур.
Потом были другие картины, где Хема играла с известными актёрами — Раджешем Кханной, Шамми и Шаши Капурами, Сандживом Кумаром, Дхармендрой, Амитабхом Баччаном, Джитендрой, Девом Анандом, Винодом Кханной. В этих картинах она появляется в романтическом амплуа доброй и любящей девушки, преданной жены и матери.
Более чем в 35 фильмах Хема снималась в паре с Дхармендрой. В СССР и на постсоветском пространстве наиболее известные совместные фильмы этой кинопары: «Красивый и упрямый» (1970), «Зита и Гита» (1972), «Любимый Раджа» (1972), «Месть и закон» (1975), «Король джунглей» (1976), «Приключения Али-Бабы и сорока разбойников» (1979), «Нелёгкая судьба» («Любовь актрисы», 1981), «Самрат» («Самраат», 1982).
Также Хема играла роли реальных исторических личностей в исторических кинофильмах-драмах, например, роль Мирры (Мирабай) — индийской святой и поэтессы, преданной последовательницы Шри Кришны — в фильме «Мирра» (1979), роль султанши Разии в фильме «Дочь султана» (1983). Помимо этого Хема сыграла в фильмах-драмах, в которых поднимается тема нелёгкого положения женщины в индийском обществе, например, «Забытая жена» (1975), «Судьба вдовы» (1986). Во многих художественных кинофильмах Хема исполняет классические индийские танцы, например: «Прекрасная танцовщица» (1970), «Возлюбленная» (1976), «Сокровища древнего храма» (1983), «Танцовщица» (1992, ТВ-сериал), «Бхагмати: Королева судьбы» (2005).
Наиболее известные фильмы с участием Хемы в последние годы: «Дыхание времени» (2000), «Любовь и предательство» (2003), «Вир и Зара» (2004), «Папа» (2006), «Любовь без границ» («Времена») (2010).
В последние несколько лет Хема занялась продюсированием и режиссурой фильмов, основав компанию «Hema Malini creations». Наиболее известные её работы — телесериал «Танцовщица», где она сама сыграла главную роль, и кинофильм «Танцовщица кабаре», где снялись Джитендра, Кабир Беди, Митхун Чакраборти, Димпл Кападия, Амрита Сингх, Фарида Джалал, Шахрух Хан, Дивья Бхарати и другие. Оба этих проекта были сняты в 1992 году. В 2011 году она сняла фильм Tell Me O Kkhuda с участием Риши Капура, Винода Кханны, Дхармендры и её дочери Эши, но как и предыдущий он провалился в прокате.
Хема Малини стала второй тамильской актрисой после Виджаянтималы, ставшей звездой фильмов на хинди. Она изучала стили бхаратнатьям, кучипуди и одисси у лучших и известнейших гуру. Танец — первая любовь Хемы, которая, по её словам, останется с нею навсегда. Даже в фильмах исполняемые ею танцевальные номера гораздо сложнее, чем у любой другой актрисы.

## Политическая деятельность
С начала 2000-х годов Хема Малини и её муж активно вовлечены в политику. В 2003 году Хема Малини была избрана депутатом Раджья сабхи (верхней палаты парламента Индии) от Индийской народной партии (БДП). В 1999 году Хема выступала за кандидата БДП, Винода Кханну, бывшего актёра Болливуда, на выборах в Лок сабху в пенджабском округе Гурдаспур. С 2004 года Хема Малини официально присоединилась к БДП, в 2010—2011 годах была её генеральным секретарём. В 2014 году была избрана депутатом Лок сабхи.

## Личная жизнь
Хема Малини замужем за актёром Дхармендрой. У них две дочери — Эша и Ахана. Эша пошла по стопам матери и стала киноактрисой. Кроме этого, дочери Хемы, как и мать, изучали танец в стиле бхаратанатьям и выступают в совместных танцевальных программах с ней и отдельно. Сыновья Дхармендры от первого брака — Санни Деол и Бобби Деол — тоже киноактёры.
Хема Малини исповедует вайшнавизм и является последовательницей Международного общества сознания Кришны.

## Фильмография

### Актриса
- 1965 — Панду покидает этот мир / Pandava Vanavasam — танцовщица
- 1968 — Продавец мечты / Sapnon Ka Saudagar — Махи
- 1969 — В тени твоих ресниц / Jahan Pyar Mile
- 1969 — Вера / Waris — Гита
- 1970 — Прекрасная танцовщица / Abhinetri — Анжана
- 1970 — Благородство / Sharafat — Чандни (совместно с Дхармендрой)
- 1970 — Красивый и упрямый / Tum Haseen Main Jawan — Анурадха (совместно с Дхармендрой)
- 1970 — Меня зовут Джонни / Johny Mera Naam — Рекха
- 1971 — Жест / Andaz — Шитл
- 1971 — Новые времена / Naya Zamana — Сима Чоудхари (совместно с Дхармендрой)
- 1972 — Любимый Раджа / Raja Jani — Шано (совместно с Дхармендрой)
- 1972 — Зита и Гита / Seeta Aur Geeta — близнецы Зита и Гита (совместно с Дхармендрой)
- 1973 — Светлячок / Jugnu — Сима (совместно с Дхармендрой)
- 1973 — Национальная безопасность / Shareef Budmaash — Сима
- 1974 — Камень и ножные браслеты / Patthar Aur Payal — Сапна Сингха (совместно с Дхармендрой)
- 1974 — Друзья / Dost — Каджал «Каджу» (совместно с Дхармендрой)
- 1974 — Защитник бедных / Amir Garib — Сунита (Сони)
- 1974 — Город любви / Prem Nagar — Лата
- 1974 — Ловкость рук / Haath Ki Safai — Камини
- 1974 — Испытание жизнью / Kasauti — Сапна
- 1975 — Месть и закон / Sholay — Басанти (совместно с Дхармендрой)
- 1975 — Смертельная клятва / Pratiggya — Радха (совместно с Дхармендрой)
- 1975 — Kahte Hain Mujhko Raja (совместно с Дхармендрой)
- 1975 — Забытая жена / Khushboo — Кусум
- 1975 — Отшельник / Sanyasi — Чампа
- 1975 — Крёстный отец / Dharmatma — Решма
- 1976 — Король джунглей / Maa — Нимми (совместно с Дхармендрой)
- 1976 — Гашиш / Charas — Судха (совместно с Дхармендрой)
- 1976 — Возлюбленная / Mehbooba — Ратна / Джумри
- 1976 — Семейные ценности / Aap Beati — Гита Капур
- 1977 — Девушка мечты / Dream Girl — Сапна / Падма / Чампабаи / Раджкумари (совместно с Дхармендрой)
- 1977 — Коварство / Chacha Bhatija — Мала (совместно с Дхармендрой)
- 1977 — Игра игрока / Khel Khilari Ka — карманница (совместно с Дхармендрой)
- 1977 — Два берега / Kinara (совместно с Дхармендрой)
- 1977 — Солнце и тень / Dhoop Chhaon — Ладжванти (Ладжо)
- 1977 — В тени твоих ресниц / Palkon Ki Chhaon Mein — Мохини
- 1978 — Трезубец бога Шивы / Trishul — Шитал Варма
- 1978 — Очарован тобой / Dillagi — Пхулрену (совместно с Дхармендрой)
- 1978 — Свободный / Azaad — принцесса Сима (совместно с Дхармендрой)
- 1979 — Твоя любовь / Hum Tere Ashiq Hain — Рамкали
- 1979 — Приключения Али-Бабы и сорока разбойников — принцесса Марджина (совместно с Дхармендрой)
- 1979 — Бриллиант моего сердца / Dil Kaa Heera — Рупа «Парирани» (совместно с Дхармендрой)
- 1979 — Мирра (англ.) / Meera — Мирра Ратход (Мирабай)
- 1980 — Дважды два — пять / Do Aur Do Paanch — Шалу
- 1980 — Пылающий поезд / The Burning Train — Сима (совместно с Дхармендрой)
- 1981 — Нелёгкая судьба (Любовь актрисы) / Aas Paas — Сима (совместно с Дхармендрой)
- 1981 — Убийца (Громовержец) / Krodhi — Пхулвати (совместно с Дхармендрой)
- 1981 — Судьба / Naseeb — Аша
- 1981 — Горячее сердце / Kranti — Раджкумари Минакши
- 1981 — Обратная сторона любви / Kudrat — Чандрамукхи / Паро
- 1981 — Услышьте мой голос / Meri Aawaz Suno — миссис Сунита Кумар
- 1982 — Великолепная семёрка / Satte Pe Satta — Инду Ананд
- 1982 — Самрат (Самраат) / Samraat — Дженнифер (Дженни) (совместно с Дхармендрой)
- 1982 — Мятеж / Baghavat — принцесса Падмавани (совместно с Дхармендрой)
- 1982 — Раджпут / Rajput — Джанки Сингх (совместно с Дхармендрой)
- 1982 — Meharbani (совместно с Дхармендрой)
- 1982 — Do Dishayen (совместно с Дхармендрой)
- 1983 — Сокровища древнего храма / Taqdeer — Чандни
- 1983 — Слепой закон / Andhaa Kanoon — инспектор Дурга Деви Сингх / Шанти
- 1983 — Дочь султана (Разия Султан) / Razia Sultan — Разия-султан (совместно с Дхармендрой)
- 1984 — Коронация / Raj Tilak — Рупа (совместно с Дхармендрой)
- 1986 — Судьба вдовы / Ek Chadar Maili Si — Ранно
- 1987 — Гита из Ситапура / Sitapur Ki Geeta — Гита Сингх
- 1987 — Жертвуя жизнью (Жизнь на ладони) / Jaan Hatheli Pe — Мона (совместно с Дхармендрой)
- 1987 — Человек и закон / Kudrat Ka Kanoon — адвокат Бхарти Матхур
- 1988 — Освобождение / Rihaee — Таку
- 1992 — Танцовщица / Noopur — танцовщица (сериал)
- 1996 — Челюсти / Aatank — подружка Джезу (совместно с Дхармендрой)
- 1997 — Воин Гималай / Himalay Putra — Сима
- 2000 — Дыхание времени / Hey Ram — Амбужам Айенгар
- 2003 — Любовь и предательство / Baghban — Пуджа Мальхотра
- 2004 — Вир и Зара / Veer-Zaara — Маати (камео)
- 2005 — Бхагмати: Королева судьбы / Bhagmati — танцовщица (камео)
- 2006 — Ганга / Ganga — Савитри
- 2006 — Папа / Baabul — Шобха Капур
- 2007 — Падший ангел / Laaga Chunari Mein Daag — танцовщица (камео)
- 2007 — Ганготри / Gangotri — Савитри Сингх
- 2010 — Любовь без границ[англ.] (Времена) / Sadiyaan — Беназир
- 2011 — Старик Ббудда / Bbuddah… Hoga Terra Baap — Сита
- 2011 — Бронирование / Aarakshan — Шакунтала
- 2011 — Скажи мне, Боже / Tell Me O Kkhuda (совместно с Дхармендрой)
- 2012 — Barbareek: Sheesh Danee Mahayodha
- 2016 — Aman Ke Farishtey — Гита
- 2017 — Gautamiputra Satakarni (тел.) — Гаутами Балашри
- 2017 — Ek Thi Rani Aisi Bhi — Виджая Радже Синдия

### Продюсер
- 1992 — Танцовщица кабаре / Dil Aashna Hai
- 1995 — Mohini (ТВ)
- 2011 — Скажи мне, Боже / Tell Me O Kkhuda

### Режиссёр
- 1992 — Танцовщица / Noopur (ТВ, сериал)
- 1992 — Танцовщица кабаре / Dil Aashna Hai
- 1995 — Mohini (ТВ)
- 2011 — Скажи мне, Боже / Tell Me O Kkhuda

## Награды и номинации

### Награды
- 1973 — Filmfare Award за лучшую женскую роль[3] (за фильм «Зита и Гита»)
- 1999 — Filmfare Award за пожизненные достижения[4]
- 2000 — Падма Шри[5]
- 2003 — Zee Cine Award за пожизненные достижения
- 2003 — Star Screen Awards «Пара № 1» (за фильм «Любовь и предательство» с Амитабхом Баччаном)
- 2003 — Bollywood Movie Awards за пожизненные достижения
- 2004 — Bollywood Movie Awards как наиболее нашумевшая актриса(за фильм «Любовь и предательство»)
- 2004 — Sports World «Пара года» (вместе с Амитабхом Баччаном за фильм «Любовь и предательство»)
- 2015 — Screen Awards за вклад в Индийское кино[6]

### Номинации
номинации на премию Filmfare Award за лучшую женскую роль в фильмах:
- Защитник бедных / Amir Garib (1974)
- Город любви / Prem Nagar (1974)
- Забытая жена / Khushboo (1975)
- Отшельник / Sanyasi (1975)
- Возлюбленная / Mehbooba (1976)
- Два берега / Kinara (1977)
- Мирра / Meera (1979)
- Судьба / Naseeb (1981)
- Освобождение / Rihaee (1988)
- Любовь и предательство / Baghban[3] (2003)